# 618694 Gertrudegrice
618694 Gertrudegrice è un asteroide della fascia principale. Scoperto nel 2012, presenta un'orbita caratterizzata da un semiasse maggiore pari a 2,722178 UA e da un'eccentricità di 0,135640, inclinata di 11,726770° rispetto all'eclittica.